# Relació C/N
La relació C/N o la ratio entre el carboni i el nitrogen és un indicador que permet de jutjar el grau de l'evolució de la matèria orgànica, és a dir, de la seva aptitud per a descompondre's més o menys ràpidament en el sòl.
Aquesta relació es fa servir molt per valorar els fertilitzants orgànics i per exemple, el grau de desenvolupament del compost i de l'humus.
Els microorganismes del sòl (microfauna) tenen una relació C/N mitjana de 8. Ells consumeixen els dos terços del carboni com a font d'energia (ells el transformen en diòxid de carboni) i en un terç per a la constitució del seu cos. El nitrogen s'utilitza pràcticament tot per al cos. L'equilibri nutricional dels microorganismes se situa per tant en una relació C/N de 24. Per sota d'aquesta relació el nitrogen s'allibera i passa a estar disponible per les plantes. Per damunt d'aquesta relació, el nitrogen es pren de la solució del sòl per satisfer les necessitats dels microorganismes. D'on:
- C/N < 15 : producció de nitrogen, creix la velocitat de descomposició; aquesta es troba al màxim en una relació C/N = 10
- 15 < C/N < 20 : necessitat de nitrogen coberta per permetre una bona descomposició de la matèria carbonada,
- C/N > 20 : No hi ha nitrogen suficient per permetre la descomposició del carboni (no hi ha competència entre l'absorció per les plantes i la reorganització de la matèria orgànica pels microorganismes del sòl, és el fenomen de la "fam de nitrogen"). El nitrogen es pren de les reserves del sòl. La mineralització és lenta i no restitueix al sòl més que una feble quantitat de nitrogen mineral.

S'admet generalment que, com més elevada sigui la relació C/N d'un producte, més lentament es descompondrà en el sòl però l'humus serà inestable.
Perquè el compostatge es faci en condicions òptimes, la relació carboni/nitrogen ha d'estar situada entre 15 i 30. Si la mescla a compostar és massa baixa en nitrogen no augmentarà la seva temperatura (no hi haurà degradació). Si la proporció de nitrogen és massa elevada, el compost s'escalfarà tant que matarà els microorganismes del compost. S'han d'equilibrar les aportacions de nitrogen.
La relació C/N és un indicador parcial de la qualitat i cal complementar-lo amb altres informacions (dos productes amb la mateixa relació C/N poden tenir accions diferents sobre l'evolució de les quantitats de microorganismes del sòl).
La relació C/N és un factor essencial de la dinàmica del carboni i del nitrogen.

## Mesurament de la relació C/N
Es pot mesurar la relació C/N mitjançant el mètode de Kjeldahl o per cromatografia en fase gasosa.

## Relació C/N en diferents matèries orgàniques
La relació C/N és molt elevada en la matèria vegetal fresca (50 a 150 per la palla) i disminueix al llarg de la seva descomposició i resta al voltant de 10 per l'humus.
Le C/N és molt variable en els residus vegetals (al voltant de 10 a 100). La C/N de l'humus ésmés estable (al voltant de 9) i la C/N mitjana de la biomassa microbiana del sòl és propera a 8. L'efecte net de la incorporació de residus sore la dinàmica del nitrogen en el sòl pot ser descrita per tres paràmetres: el rendiment d'assimilació Y (proporció de carboni descompost pels microorganismes que és assimilada), la relació C/N dels residus i la relació C/N de la biomassa microbiana.
- Orina: 0,7
- Suc que flueix d'un femer: 1,9 - 3,1
- Rebuigs d'escorxador mesclat: 2
- Sang: 2
- Matèries fecals humanes: 5 - 10
- Matèries vegetals verdes: 7
- Humus, terra negra: 10
- Compost de femer després de 8 mesos de fermentació: 10
- Herba: 10
- Consolda: 10
- Excrements d'aus de corra: 10
- Dejeccions d'animals domèstics: 15
- Compost de femer madur, 4 mesos sense afegir-hi terra: 15
- Fems després de 3 mesos d'emmagatzematge: 15
- Tavelles de lleguminoses: 15
- Alfals: 16 - 20
- Fems fresc pobre en palla: 20
- Rebuigs de la cuina: 10-25
- Peles de patates: 25
- Compost urbà: 34
- Fulles de pins: 30
- Fems fresc amb aportació de palla abundant: 30
- Torba negra: 30
- Fulles d'arbres (quan cauen): 20-60
- Rebuig verd de plantes: 20-60
- Torba rossa: 50
- Palla de cereals: 50 - 150
- Palla de civada: 50
- Palla de sègol: 65
- Fusta de branques fragmentades: 60 - 150 (segons tipus de bosc i diàmetre)
- Escorça: 100-150
- Palla de blat: 150
- Paper: 150
- Serradures de fusta descomposta: 200
- Serradures de fusta de caducifolis (fulles joves): 150 - 500

## Exemple d'utilització
Es mescla 2 carretons d'herba (C/N = 10) amb 1 carretó de branques triturades (C/N = 70):
Relació mitjana = (2 * 10 + 1 * 70)/3 = 90/3=30
ATENCIÓ: aquest càlcul només és vàlid quan la taxa de matèria seca (el contingut d'aigua) és similar pels dos productes considerats. Si aquest no és el cas, la ponderació s'ha de fer basant-se en la matèria seca. .
En el cas d'aquest exemple, la relació C/N obtinguda és de 30. És bona per a un compost però la mescla no és prou rica en matèria estructurant.